# 相対論的ジェット
相対論的ジェット（そうたいろんてきジェット、Relativistic jet）とは、主にブラックホールや中性子星などの高重力天体において、光速に近い速度（相対論的速度）で放出されるプラズマ流である。
これらのジェットは、電磁波（特にX線・ガンマ線・電波など）を放射し、地球からも観測されている。

## 概要
相対論的ジェットは、コンパクト天体に降着する物質（降着円盤）から一部が極方向へ高速で噴出される現象であり、しばしば双方向（バイポーラ）に形成される。ジェットの速度が光速の90%以上、場合によっては99%以上に達するため、特殊相対性理論に基づく効果（ドップラー効果やビーミング効果など）が観測に影響を与える。
発生源
相対論的ジェットは、以下のような天体や天体現象に伴って観測される。
- 活動銀河核（AGN）：超大質量ブラックホールを中心に持つ銀河。M87などが代表例。
- ガンマ線バースト（GRB）：大質量星の崩壊または中性子星合体によって発生し、強力な相対論的ジェットを伴う。
- マイクロクエーサー（Microquasar）：銀河内のX線連星に見られる小規模な相対論的ジェット。
- パルサー風星雲：中性子星から放出される風が周囲の物質と相互作用してジェットを形成することがある。

メカニズム
相対論的ジェットの形成には以下の要因が関与していると考えられている。
- 降着円盤の存在：天体に向かって落ち込む物質が円盤を形成し、その一部がジェットとして噴出。
- 強い磁場：円盤および天体周囲の磁場が物質を加速・コリメート（収束）する。
- ブラックホールのスピン：回転するブラックホールからエネルギーを引き出す「ブランフォード–ズナエック過程」などが関与。

特徴
- 高エネルギー放射：シンクロトロン放射や逆コンプトン散乱によって広範な電磁波が放射される。
- 一方向の明るさの非対称性：地球に向かうジェットは、ドップラー効果により明るく見える（相対論的ビーミング）。
- 巨大なスケール：M87のジェットの長さは数千光年に及ぶ。

観測例
- M87銀河：最も有名な相対論的ジェットの観測例。イベント・ホライズン・テレスコープによって中心ブラックホールの影が撮影された。
- 3C273：最初に発見されたクエーサーの一つで、明瞭なジェット構造を示す。
- GRB 090423：観測史上最も遠いガンマ線バーストの一つ。相対論的ジェットによるガンマ線放射が確認された。